# ニヨン-サン＝セルゲ-モレ鉄道Be4/4 201-205形電車

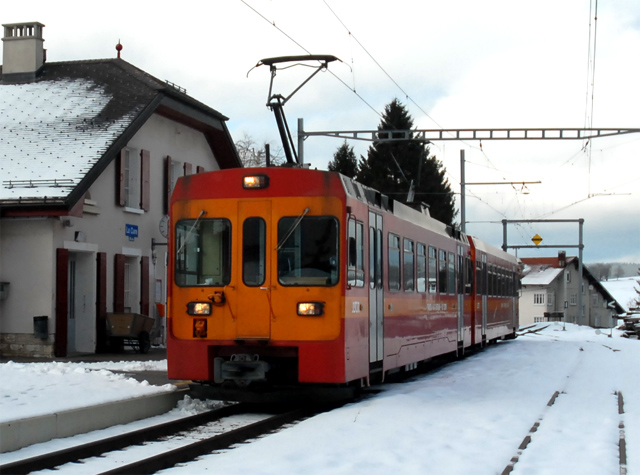
Be4/4 201-205形がBt 301-305形を牽引するニヨン-サン＝セルゲ-モレ鉄道の標準的な列車、ラ・キュール駅

ニヨン-サン＝セルゲ-モレ鉄道Be4/4 201-205形電車(ニヨン-サン＝セルゲ-モレてつどうBe4/4 201-205がたでんしゃ)は、スイス西部の私鉄であるニヨン-サン＝セルゲ-モレ鉄道（Chemin de fer Nyon-Saint-Cergue-Morez (NStCM)）で使用される山岳鉄道用電車である。
本項では、同形機であるBDe4/4 211形および本機と編成を組む制御客車であるBt 301-305形についても記述する。

## 概要
1916年から1917年にかけてスイス西部レマン湖畔のニヨンからスイス - フランス国境の街であるラ・キュールまで26kmが開業し、1921年には国境を越えたフランス側のジュラ電気鉄道（1931年以降はモレ-ラ・キュール鉄道となる）を経由してフランス国鉄に接続するモレまで直通していたニヨン-サン＝セルゲ-モレ鉄道は、開業当初よりスイス国内では珍しい架線電圧DC2200Vで電化されていた。その後1958年にはフランス国内のモレ-ラ・キュール鉄道のラ・キュール - モレ間が廃止となり、スイス国内の残存区間での営業を続けていたが、電化方式がスイス国内では珍しい架線電圧DC2200Vであったこともあり、開業以来のABDe4/4 1...6形を初めとする1916-36年製の計7機の電車が客車および貨車を牽引する列車で運行されており、変電所などの送電設備も開業以来のものが使用され続けていた。イタリアでは一般的な直流の高電圧による電化はスイス国内にはニヨン-サン＝セルゲ-モレ鉄道のほかにはレーティッシュ鉄道のクール・アローザ線でDC2400Vが採用されていたのみで、同線もレーティッシュ鉄道の本線系統と同じAC11kV 16.7Hzへの変更が長らく計画されていたなど一般的ではなかったこともあり、ニヨン-サン＝セルゲ-モレ鉄道では、老朽化した諸施設を一新し、軌道の重軌条化等を図ると同時にスイスでも一般的な架線電圧DC1500Vに置き換える、総額2,700万スイス・フランの近代化計画を1982年に立案している。本形式はこの計画に基づき、ヨン-サン＝セルゲ-モレ鉄道のほぼ全ての営業用車両を入れ替えるために用意されたもので、2等電動車のBe4/4 201-205形が5機、同形の制御客車のBt 301-305形が5機が1985-86年に導入され、その後1991年に増備機として客室の一部を荷物室に変更したBDe4/4 211形2等・荷物合造電動車1機が導入されている。スイスでは古くからいくつかの私鉄と車両メーカーが共同で同一設計や共通設計の電車を導入する事例が多く存在していたが、本形式もスイス西部のヴェヴェイを本拠地とする車両メーカーであるACMVが企画した、モジュール構造を採り入れた1000mm軌間用標準型電車シリーズの1つで、ニヨン-サン＝セルゲ-モレ鉄道とローザンヌ-エシャラン-ベルヒャー鉄道に導入されたのを手始めにスイス西部を中心にいくつかの私鉄に導入されたものである。製造は車体、機械部分、台車をACMVが、電機部分、主電動機はBBCもしくはその後身であるABBが担当しており、チョッパ制御により電動車1時間定格出力800kWで牽引力75kNを発揮する勾配線用機である。なお、形式毎の機番と製造年、製造所は下記のとおりである。
- Be4/4 201-205形
  - 201 - 1985年 - ACMV/BBC
  - 202 - 1985年 - ACMV/BBC
  - 203 - 1985年 - ACMV/BBC
  - 204 - 1985年 - ACMV/BBC
  - 205 - 1986年 - ACMV/BBC
- BDe4/4 211形
  - 211 - 1991年 - ACMV/ABB

- Bt 301-305形
  - 301 - 1985年 - ACMV/BBC
  - 302 - 1985年 - ACMV/BBC
  - 303 - 1985年 - ACMV/BBC
  - 304 - 1985年 - ACMV/BBC
  - 305 - 1986年 - ACMV/BBC

## 仕様

### 車体・走行機器
- 車体は鋼製の両運転台式で、ACMV標準形電車のうちの正面貫通式タイプとなっており、本シリーズ共通の屋根肩部を斜めに落とし、正面を切妻とした角ばった車体スタイルに加えて、正面の外周部を一段張り出させたいわゆる「額縁スタイル」となっている。
- 正面はわずかに後退角の付いた3面折妻、貫通扉付の3枚窓のスタイルで、貫通扉上部と下部左右の3箇所に角型の前照灯と標識灯のユニットが設置されている。連結器は車体取付の+GF+式[9]ピン・リンク式自動連結器で、先頭部の台車前部に大型のスノープラウが設置されているほか、側面の車体下部には床下機器カバーが設置されており、車体デザインをシンプルなものとしている。
- 車体内は前位側から長さ1610mmの運転室、乗降口とデッキ、1605mmの機器室とトイレ、3200mmの喫煙2等室、4800mmの禁煙2等室、乗降口とデッキ、1610mmの運転室の構成となっており、窓扉配置は1D51D1（運転室窓-乗降扉-2等室窓-トイレ窓-乗降扉-運転室窓）、客室窓は幅1200mm、高さ950mmの大型の上部引違式（トイレ窓のみ上部内開式）、乗降扉は幅1250mm（開口幅1100mm）の両開式プラグドアとなっており、乗降口には1段の乗降扉連動の折畳式ステップと1段の固定ステップが設置されて床面高960mmのデッキおよび客室へつながっている。なお、現在では全室が禁煙室となっている。
- 座席はシートピッチ1600mmで2+2列の4人掛けで幅1004mm、1名分ずつ独立した形状の固定式クロスシートがそれぞれ喫煙2ボックスおよび喫煙3ボックス設置されて座席定員が喫煙16名、禁煙24名となっており、室内は天井が白、壁面が木目調の茶色で、座席は濃青色をベースにドット柄付きのモケット貼りである。

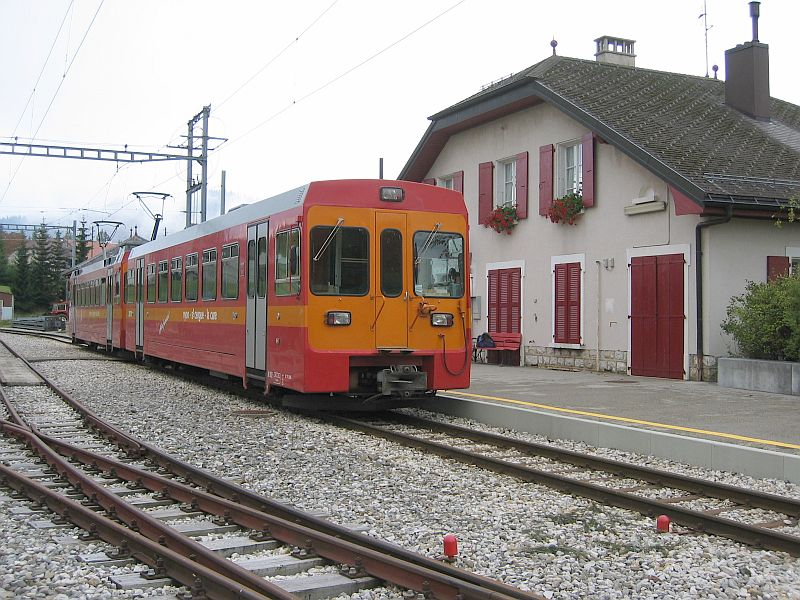
Be4/4 201-205形と同形態の制御客車のBt 301-305形

- 第3世代のBDe4/4 211形の車体はBe4/4 201-205形と同一であるが、2等室の後位側デッキ寄りの2ボックス分の座席を撤去し、デッキと客室の仕切壁を移設してデッキから連続した荷物室とし、この部分の窓は1箇所のみ上部内開式で他の3箇所が固定式となっているほか、客室の開閉可能窓が片側1箇所ずつとなり、他の窓は固定窓となり、客室は禁煙1室のみに変更となっている。
- 運転室は左側の半開放式運転台でデスクタイプの運転台の右側にブレーキ弁が、左側にマスターコントローラーを設置しており、運転室横の窓は引違い式で電動式のバックミラーが設置されている。また、屋根上には両端部にシングルアーム式のパンタグラフを設置、車体機器室上部に高速度遮断器箱を、車体中央部に換気装置を設置している。
- 制御装置はBBC製で本シリーズ標準の電気方式直流1200-1500Vに対応したチョッパ制御方式で主要機器は車体内機器室と床下に設置されており、4基の直流主電動機を駆動して1時間定格出力800kW、牽引力75kNの性能を発揮するほか、電気ブレーキとして回生ブレーキを装備している。台車は鋼板溶接組立式の大径心皿式で台車枠は側梁と中梁、端梁各2本ずつで構成された目の字型のものとなっており、固定軸距2400mm、動輪径750mm、枕ばね、軸ばねともにコイルばねで軸箱支持方式は軸梁式となっている。主電動機は台車枠にレール方向に装荷され、そこからゴムカップリングと中空軸、ベベルギアを経て動輪に伝達される方式で。減速比は1:7.220と勾配線区での運用を考慮して本シリーズ他形式より低めに設定されているほか、冷却気は屋根肩部のルーバーから採り入れられ、基礎ブレーキ装置は踏面ブレーキ、台車中央下部レール面上に電磁吸着ブレーキを装備している。
- 車体塗装は濃いオレンジ色をベースに前面窓および下部前照灯周りと側面窓下部の帯をオレンジ色として、側面帯の中央にニヨン-サン＝セルゲ-モレ鉄道のレタリングを、左車端部にマークを入れたもので、形式名および機番は車体側面右下部に入り、側面乗降扉は銀、屋根および屋根上機器がライトグレー、床下機器と台車がダークグレーである。

### 主要諸元
- 軌間：1000mm
- 電気方式：DC1500V架空線式
- 軸配置：Bo'Bo'
- 最大寸法：全長17500mm、車体幅2650mm、全高4200mm、屋根高3505mm
- 軸距：2400mm
- 台車中心間距離：11400mm
- 動輪径：750mm
- 自重：33.5t
- 定員：2等座席喫煙16+禁煙24名（Be4/4 201-205形）、禁煙24名[10]（BDe4/4 211形）、補助席4名
- 走行装置
  - 主電動機：直流電動機×4台（1時間定格出力：800kW[11]、回転数1915rpm）
  - 減速比：7.220
  - 牽引力：75kN（1時間定格）
- 最高速度：70km/h[12]
- ブレーキ装置：回生ブレーキ、空気ブレーキ、手ブレーキ、電磁吸着ブレーキ

## Bt 301-305形

### 概要
- 車体はBe4/4 201-205形を片運転台化してトイレおよび機器室を撤去したもので、連結面側妻面は運転台側前面と同一形態で前照灯、ウインドワイパー等を撤去して小型の丸型標識灯を設置したのみの形態で連結幌も設置されず、塗装も同一となっている。
- 車体内は前位側から長さ1610mmの運転室、乗降口とデッキ、6400mmの禁煙2等室、3200mmの喫煙2等室、乗降口とデッキ、1610mmの妻部客室の構成となっており、窓扉配置は1D6D1（妻部客室窓-乗降扉-2等室窓-乗降扉-運転室窓）となっており、客室窓や乗降扉等も全てBe4/4 201-205形と同一のものとなっている。また、客室内もBe4/4 201-205形と同様の配置となっているほか、連結面側妻部客室は運転室の機器を撤去して補助席を設置し、運転室側面窓を客室窓に置き換えた構造となっている。
- 台車は車輪径750mmの枕ばね、軸ばね共にコイルばねのものとなっている。

### 主要諸元
- 軌間：1000mm
- 軸配置：2'2'
- 最大寸法：全長17500mm、車体幅2650mm、屋根高3505mm
- 軸距：2200mm
- 台車中心間距離：11400mm
- 車輪径：750mm
- 自重：33.5t
- 定員：2等座席喫煙16+32名、補助席8名
- 最高速度：70km/h
- ブレーキ装置：空気ブレーキ、手ブレーキ

## 運行

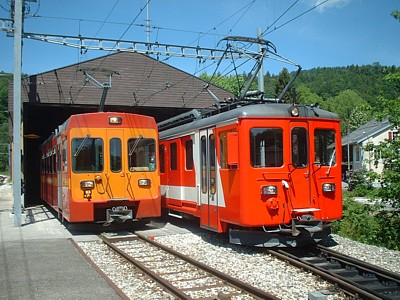
Be4/4 205号機と並ぶBDe4/4 231号機

- ニヨン-サン＝セルゲ-モレ鉄道の全線で旅客列車として運行されている、この路線は全長26.73km、最急勾配は60パーミルで、スイス西部レマン湖畔で標高395mのニヨンからジュラ山脈のリゾート地である標高1044mのサン・セルグを経由して最高1230mの地点を越えてフランス国境に近い標高1155mのラ・キュールに至る山岳路線であるほか、1958年までは国境を越えてフランス国内のモレに至り、フランス国鉄に接続してパリ方面へのルートの一つを形成していた。
- 1985年11月5日にサン・セルグ - ラ・キュール間が、翌12月5日にニヨン - サン・セルグ間の電気方式がDC2200VからDC1500Vに変更されて旧来の車両がBe4/4 201-205形とBt 301-305形に置き換えられて1-4両編成で運行を開始したほか、1979年にビール-テウフェレン-インス鉄道[13]から授受した軽量客車であるB 341-342形[14]に重連総括制御用の引通し線を設置してBe4/4 201-205形とBt 301-305形の中間に1両を連結した3両編成もしくは2機のBe4/4 201-205形の間にB 341およびB 342号車を連結した4両編成として運行している。
- その後1991年にはBDe4/4 211形を増備したほか、BDe4/4 221形をローザンヌ-エシャラン-ベルヒャー鉄道[6]から授受し、2003、07年にはジュラ鉄道[15]からBDe4/4 231-232形を授受して多客期などの区間列車用の単行列車として運行されている。
- 2011年時点ではBe4/4 201-205形、BDe4/4 211形、Bt 301-305形が主にニヨン - ラ・キュール間で運行され、ラ・キュール方面がニヨン発毎時56分発と朝間のみ毎時25分発、ニヨン方面がラ・キュール発毎時56分発と朝間のみ毎時18分発でどちらも所要48分となっている。また、BDe4/4 231-232形も使用される、主に夏季ダイヤで設定されているニヨン - サン・セルグ間はサン・セルグ方面がニヨン発毎時30分発、主に午後に運行されるニヨン方面がサン・セルグ発毎時47分発でどちらも所要33-34分となっているほか、サン・セルグからラ・キュールに向かう区間列車が午前中を主に設定されている。

## 同形機

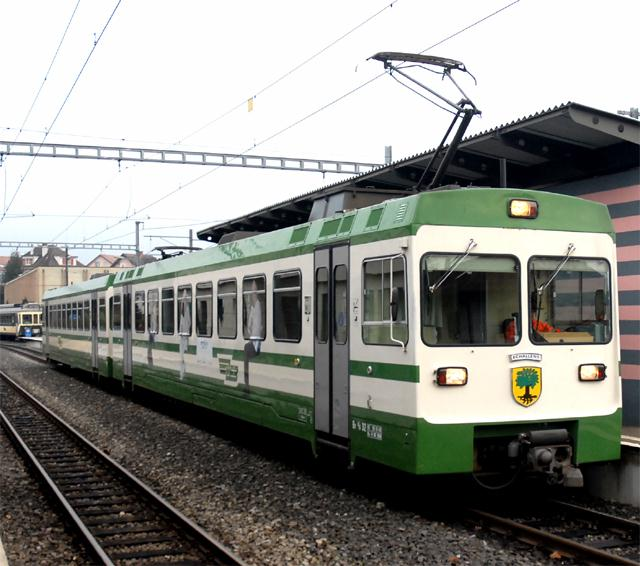
第1世代の前面非貫通形であるローザンヌ-エシャラン-ベルヒャー鉄道Be4/8 32号機

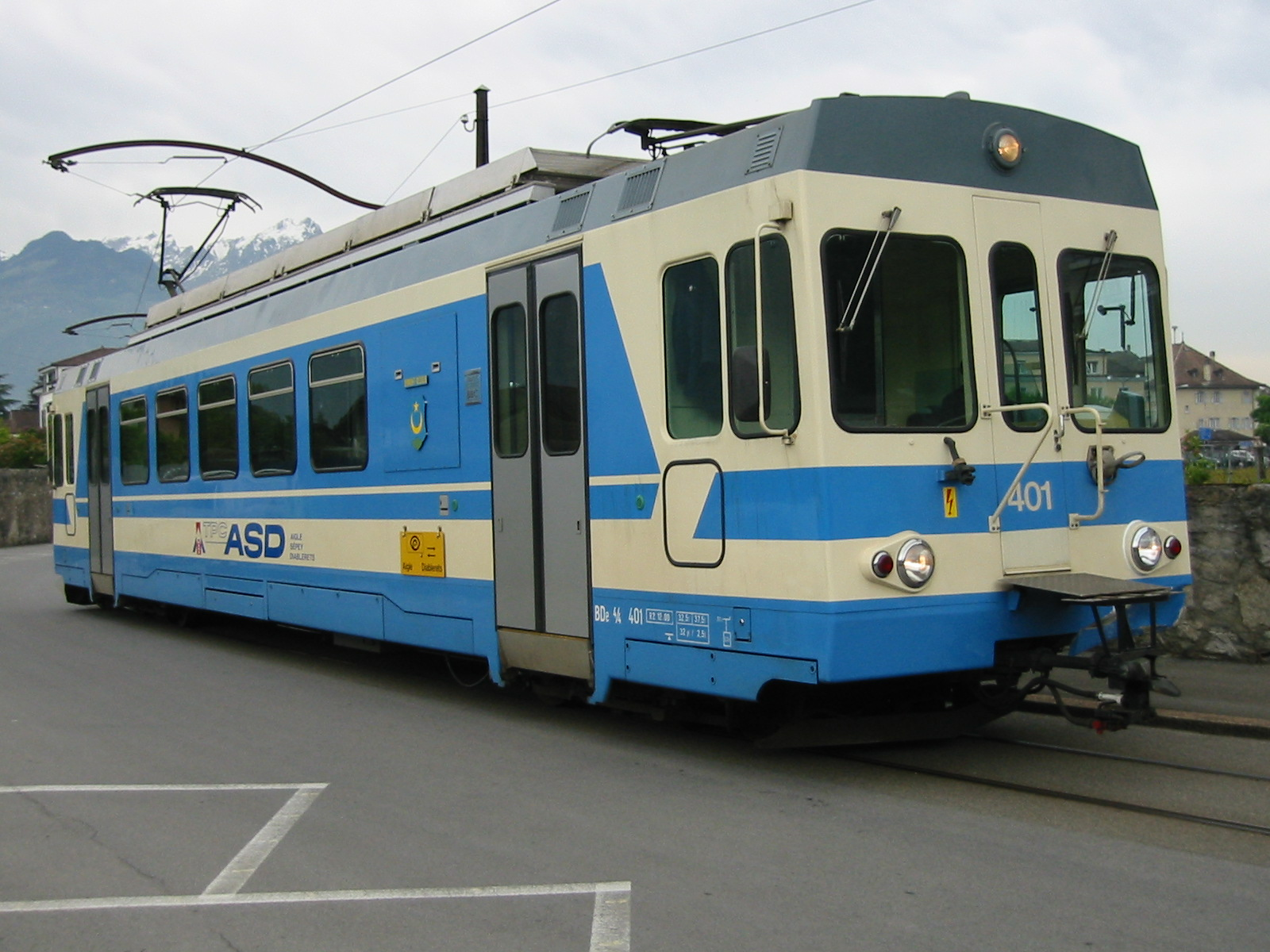
第2世代のエーグル-セペー-ディアブルレ鉄道BDe4/4 401号機

ニヨン-サン＝セルゲ-モレ鉄道とローザンヌ-エシャラン-ベルヒャー鉄道が1985年に導入して以降1996年にかけて地方私鉄用の標準型電車として本形式と同じシリーズを生産しており、スイス西部の各地で導入されている。車体はモジュール構造となっており、動力車および制御客車、片運転台および両運転台等のバリエーションがあるが、車体ができるだけ共通化されており、乗降扉間の客室大きさによって車体長を調整している。
製造時期によって第1から第3の3世代に分かれており、本形式も含まれる最初の生産シリーズである第1世代、前面デザインや車体端の台枠構造や灯具類、運転室側面窓の変更などの変更をした第2世代、主に各形式の増備である最終生産シリーズである第3世代となっており、導入実績は以下のとおり。

### ローザンヌ-エシャラン-ベルヒャー鉄道
- 動力車+制御客車（第1世代）：Be4/8 31-36形31-33号機 - 前面非貫通、動力車・制御客車の2両固定編成
- 動力車+制御客車（第3世代）：Be4/8 31-36形34-36号機 - 31-33号機の増備でほぼ同一仕様

### エーグル-オロン-モンテイ-シャンペリ鉄道[16]（現シャブレ公共交通[17]）
- 動力車（第2世代）：BDeh4/4 501-503形501-502号機 - ラック式電車であり、車輪径が大きいため車体高が他車種よりも高い
- 動力車（第3世代）：BDeh4/4 501-503形503号機 - 501-502号機の増備でほぼ同一仕様
- 制御客車（第2世代）：Bt 531-532形

### エーグル-セペー-ディアブルレ鉄道[18]（現シャブレ公共交通）
- 動力車（第2世代）：BDe4/4 401-404形

### ニヨン-サン＝セルゲ-モレ鉄道（本形式）
- 動力車（第1世代）：Be4/4 201-205形
- 動力車（第3世代）：BDe4/4 211形 - Be4/4 201-204形の増備車、車内が一部荷物室化されている以外は原形と同一
- 制御客車（第1世代）：Bt 301-305形

### フリブール・グリュエール-フリブール-モラ鉄道[19]（現フリブール公共交通[20]）
- 動力車（第3世代）：BDe4/4 121-124形 - 前面下部にロールボック牽引用の棒連結器を装備する
- 制御客車（第3世代）：Bt 221-226形

### ヌーシャテル山岳鉄道[21]（現ヌーシャテル地域交通[22]）
- 動力車（第3世代）：BDe4/4 6-8形 - 前面非貫通